# Văn hóa Nhị Lý Cương
Văn hóa Nhị Lý Cương (二里岗文化, khoảng 1500–1300 TCN) là thuật ngữ được các nhà khảo cổ học sử dụng để đề cập đến một nền văn hóa khảo cổ học thuộc thời đại đồ đồng ở Trung Quốc. Di chỉ chính được phát hiện tại Nhị Lý Cương, thuộc Trịnh Châu, Hà Nam, vào năm 1951.
Đô thị cổ có một bức tường lớn bao quanh với chu vi khoảng 7 km. Các xưởng lớn nằm ở bên ngoài tường thành, bao gồm một xưởng chế tác từ xương, một xưởng gốm, và hai xưởng làm bình bằng đồng thanh. Phần còn lại của thành cổ Nhị Lý Cương nằm bên dưới khu đô thị hiện đại, do vậy việc khai quật khảo cổ không thể tiến hành được. Do đó, hầu hết các thông tin về nền văn hóa Nhị Lý Cương đến từ việc nghiên cứu các di chỉ khác thuộc nền văn hóa này.
Văn hóa Nhị Lý Cương tập trung tại thung lũng Hoàng Hà. Các sản phẩm đồ đồng của văn hóa Bùi Lý Cương phát triển từ kiểu dáng và kỹ thuật của văn hóa Nhị Lý Đầu trước đó, tập trung cách Trịnh Châu 85 km về phía tây. Nhị Lý Cương là nền văn hóa khảo cổ học đầu tiên tại Trung Quốc cho thấy việc sử dụng rộng rãi các bình được đúc từ đồng thanh, chúng cũng thống nhất về phong cách hơn so với văn hóa Nhị Lý Đầu.
Trong những năm đầu, văn hóa Nhị Lý Cương khuếch trương nhanh chóng, vươn đến lưu vực Trường Giang, bằng chứng là di chỉ Bàn Long Thành ở Hồ Bắc. Do Trịnh Châu chưa tiếp cận được các kim loại đồng địa phương, các di chỉ như Bàn Long Thành có thể được sử dụng để bảo vệ nguồn tài nguyên kim loại ở xa. Nền văn hóa này dần suy giảm kể từ thời điểm đỉnh cao vào ban đầu.
Nhiều nhà khảo cổ học Trung Quốc tin rằng thành cổ ở Trịnh Châu là một trong các kinh đô trước tiên của triều Thương- được đề cập đến trong các thư tịch cổ. Tuy nhiên, nhiều học giả và các nhà khảo cổ học phương Tây thì cho rằng không giống như Ân Khư, không có văn tự nào được phát hiện tại Nhị Lý Cương để có thể liên hệ các tàn tích khảo cổ với chính sử.